# Fenols
|  | Aquest article tracta sobre el grup funcional. Si cerqueu el compost, vegeu «fenol». |

El fenol és el més simple dels fenols

Els fenols, en química orgànica, són compostos que consten d'un o més grups hidroxil units a un anell aromàtic, el més simple dels quals és el fenol (C₆H₅OH). Són verinosos i càustics, i habitualment es presenten en forma sòlida cristal·lina i amb una olor picant característica. A la natura, els fenols es troben agrupats en monofenols i polifenols. Són, en gran part, responsables del color de les flors i es poden obtenir de forma industrial del quitrà, del carbó o de la fusta. De forma sintètica provenen de la fusió de sals d'àcids arilsulfònics, hidròlisi de sals de diazoni aromàtiques i també d'altres substàncies.